# Ana Popović
Ana Popović (ur. 13 maja 1976 w Belgradzie), serbska gitarzystka i wokalistka bluesowa.

## Dyskografia
- 1998 – Hometown
- 2000 – Hush!
- 2003 – Comfort To The Soul
- 2005 – Ana! Live in Amsterdam
- 2007 – Still Making History
- 2009 – Blind for Love
- 2011 – Unconditional
- 2013 – Can You Stand The Heat